# Grammorhoe mediata
Grammorhoe mediata là một loài bướm đêm trong họ Geometridae.